# IC 1844
IC 1844 — галактика типу Sa (спіральна галактика) у сузір'ї Кит.
Цей об'єкт міститься в оригінальній редакції індексного каталогу.